# NDTV (Índia)
A New Delhi Television Limited (NDTV) é uma rede de emissoras de televisão comercial indiana. Foi fundada em 1988 pelo casal Prannoy, economista,  e Radhika Roy, jornalista, ambos originários de Calcutá.
Começou como uma produtora de notícias, contratada pela emissora pública Doordarshan e por canais internacionais via satélite, quando a transmissão de televisão era monopólio estatal, e se transformou na primeira rede privada de notícias da Índia. Lançou o primeiro canal de notícias 24 horas por dia, 7 dias por semana, em parceria com a Star India, em 1998. 
Tem escritórios em 23 cidades do país. A empresa é proprietária e opera os canais de transmissão de notícias NDTV India(hindi) e NDTV 24x7(inglês), NDTV India  e NDTV Profit (notícias de negócios).
Em 2020, segundo uma pesquisa feita pela Prashnam, uma startup de tecnologia, a NDTV India era o canal de notícias de maior audiência nos estados de língua hindi de Bihar, Jharkhand e Rajasthan, e o segundo  de maior audiência no estado de Madhya Pradesh, com 23 a 24% do total.
Em agosto de 2022, o Adani Group, um conglomerado multinacional indiano, adquiriu 100% das ações da Vishvapradhan Commercial Private Limited (VCPL), que possuía debêntures conversíveis (na forma de warrants) da Radhika Roy Prannoy Roy (RRPR) Holding Pvt Ltd, que, por sua vez, detinha 29,18% das ações da NDTV. Com a compra da VCPL, o Grupo Adani adquiriu indiretamente esses warrants de subscrição, o que lhe daria uma participação de 29,18% na NDTV, após a conversão. A VCPL notificou a RRPR Holding sobre sua intenção de converter esses warrants  (emitidos em 2009) em ações, obtendo assim 99,5% do controle da RRPR. Com essas ações da RRPL, a VCPL teria direito a 29,18% de participação na NDTV.
Em novembro de 2022, o Grupo Adani lançou uma oferta aberta para adquirir uma participação adicional na NDTV e conseguiu aumentar sua participação em 8%, elevando sua participação total para mais de 37% na empresa de mídia.
Em dezembro de 2022, Radhika e Prannoy Roy venderam 27,26% de sua participação acionária de 32,26% na rede de notícias para o Adani Group, tornando o conglomerado o maior acionista individual da empresa, com mais de 64,71% de participação.
A aquisição da NDTV pelo grupo Adani, liderado pelo bilionário Gautam Adani, que tem laços estreitos com o primeiro-ministro Narendra Modi, gerou reações negativas por parte de importantes veículos de mídia ocidentais, como The Guardian, Washington Post, Bloomberg e outros. e suscitou preocupações sobre o futuro do jornalismo independente na Índia, dada a proximidade do Grupo Adani com o governo indiano.
A tentativa de aquisição também foi descrita como semelhante à aquisição da maior emissora de notícias, Network18, ocorrida anteriormente com Mukesh Ambani, outro bilionário com laços estreitos com Narendra Modi.
O Sindicato de Jornalistas de Delhi divulgou uma declaração manifestando preocupação com o fato de que dois "oligarcas" estavam assumindo o controle de emissoras de notícias independentes e sufocando o jornalismo crítico, a mando do establishment no poder.
O apresentador Ravish Kumar pediu demissão do canal em protesto contra o que ele chamou de falta de independência do novo proprietário em relação ao governo. A aquisição pela Adani também levou à demissão de muitos outros membros importantes do canal. A lista incluía os jornalistas Ravish Kumar, Sreenivasan Jain, Nidhi Razdan e Sarah Jacob, o presidente do grupo do canal, Suparna Singh, o diretor de estratégia, Arijit Chatterjee, e o diretor de tecnologia e produtos, Kawaljit Singh Bedi.